# Поттсвілл (Арканзас)
Поттсвілл (англ. Pottsville) — місто (англ. city) в США, в окрузі Поуп штату Арканзас. Населення — 3140 осіб (2020).

## Географія
Поттсвілл розташований за координатами 35°13′56″ пн. ш. 93°3′41″ зх. д. / 35.23222° пн. ш. 93.06139° зх. д. (35.232241, -93.061408).  За даними Бюро перепису населення США в 2010 році місто мало площу 33,98 км², з яких 33,91 км² — суходіл та 0,07 км² — водойми.

## Демографія
Згідно з переписом 2010 року, у місті мешкало 2838 осіб у 1027 домогосподарствах у складі 785 родин. Густота населення становила 84 особи/км².  Було 1080 помешкань (32/км²). 
Расовий склад населення:
| - 92,3 % — білих - 0,8 % — чорних або афроамериканців - 0,7 % — корінних американців - 0,6 % — азіатів - 3,5 % — осіб інших рас |

До двох чи більше рас належало 2,1 %. Іспаномовні складали 5,7 % від усіх жителів.
За віковим діапазоном населення розподілялося таким чином: 28,4 % — особи молодші 18 років, 61,7 % — особи у віці 18—64 років, 9,9 % — особи у віці 65 років та старші. Медіана віку мешканця становила 34,2 року. На 100 осіб жіночої статі у місті припадало 100,8 чоловіків;  на 100 жінок у віці від 18 років та старших — 98,1 чоловіків також старших 18 років.
Середній дохід на одне домашнє господарство  становив 55 197 доларів США (медіана — 45 700), а середній дохід на одну сім'ю — 60 987 доларів (медіана — 52 117). Медіана доходів становила 40 881 долар для чоловіків та 27 375 доларів для жінок. За межею бідності перебувало 9,1 % осіб, у тому числі 10,5 % дітей у віці до 18 років та 7,0 % осіб у віці 65 років та старших.
Цивільне працевлаштоване населення становило 1378 осіб. Основні галузі зайнятості: освіта, охорона здоров'я та соціальна допомога — 23,4 %, виробництво — 14,0 %, роздрібна торгівля — 11,0 %, мистецтво, розваги та відпочинок — 10,4 %.